# فلاديمير إيفانوف
فلاديمير إيفانوف (1886 – 1970) مستشرق روسي ورائد متقدم في الدراسات النزارية الإسماعيلية الحديثة. وُلد في سانت بطرسبرغ، ودرس التاريخ العربي والفارسي، إضافة إلى التاريخ الإسلامي وتاريخ آسيا الوسطى، في كلية اللغات الشرقية في جامعة سانت بطرسبرغ، حيث تخرج في العام 1911. قام إيفانوف ببحث ميداني حول اللهجات الفارسية والشعر الشعبي في إيران استغرق عدة سنوات. في سنة 1915 التحق بالمتحف الآسيوي لأكاديمية العلوم الروسية في سانت بطرسبرغ بوظيفة قيّم مساعد على المخطوطات الشرقية. وبعد ثورة 1917 الروسية استقر ايفانوف في الهند، في كلكتا أولاً حيث قام بفهرسة مجموعات المخطوطات الفارسية الضخمة العائدة للجمعية الآسيوية في البنغال.
وفي العام 1931 قام الآغا خان الثالث بتوظيف إيفانوف عنده للقيام بأبحاث في التاريخ والأدب الإسماعيليين. فوجد إيفانوف، منذ ذلك الوقت، نافذة للوصول إلى المخطوطات الإسماعيلية المحفوظة في مجموعات خاصة كثيرة، وتمكن، بالنتيجة، من التعرف على أعداد ضخمة من نصوص الأدب الإسماعيلي، التي صنفها في كتابه "المرشد إلى الأدب الإسماعيلي"، فكان هذا العمل أول فهرس بالمصادر الإسماعيلية في الأزمنة الحديثة.
كما لعب إيفانوف دوراً فعّالاً في تأسيس الجمعية الإسماعيلية في بومباي سنة 1946 تحت رعاية الآغا خان الثالث، وأصبحت جلّ دراساته الإسماعيلية الكثيرة وتحقيقاته للنصوص الإسماعيلية وترجمتها، لا سيما تلك المتعلقة بالمصادر النزارية، تصدر عبر سلسلة منشورات الجمعية الإسماعيلية. كما أقام علاقات تعاون مع آصف علي أصغر فيضي وحسين ف. الهمداني وهنري كوربين وباحثين آخرين في هذا الحقل.
أمضى إيفانوف العقد الأخير من حياته في طهران، حيث توفي فيها ودفُن سنة 1970.